# Siele (Enger)
Siele (niederdeutsch Suile) ist auf die Einwohnerzahl bezogen der kleinste Ortsteil der Stadt Enger im Kreis Herford. Er hat 119 Einwohner (Stand 31. Dezember 2007) und liegt im Norden von Enger. Landwirtschaftliche Betriebe und Gehöfte sind vorherrschend. Siele ist auch der bevölkerungsärmste Ortsteil im Kreis Herford und war noch vor Rehmerloh die kleinste Gemeinde im ehemaligen Landkreis Herford.

## Verwaltungsgeschichte
Vom Mittelalter bis zur Franzosenzeit gehörte die Bauerschaft Siele zur Vogtei Enger im Amt Sparrenberg der Grafschaft Ravensberg. Von 1807 bis 1813 gehörte Siele zum Kanton Enger, der von 1807 bis 1810 zum Königreich Westphalen und von 1811 bis 1813 zum Kaiserreich Frankreich gehörte. 1816 kam die Bauerschaft zum Kreis Bünde in der preußischen Provinz Westfalen, der 1832 im Kreis Herford aufging. Im Kreis Herford gehörte die Gemeinde Siele zum Amt Enger. Am 1. Januar 1969 wurde Siele durch das Gesetz zur Neugliederung des Landkreises Herford und der kreisfreien Stadt Herford nach Enger eingemeindet.